# Millatu Ibrahim
Millatu Ibrahim bzw. Millatu-Ibrāhīm (arabisch ملة إبراهيم, ‚Religion Abrahams‘) ist eine salafistische und in Deutschland verbotene Organisation. Als Gründer und erster Anführer der Gruppe gilt Mohamed Mahmoud, der im April 2012 nach Ägypten ausreiste und sich später dem Islamischen Staat (IS) anschloss. Nach übereinstimmenden Medienberichten wurde Mahmoud Ende 2018 in Syrien getötet. Ein weiteres hochrangiges Mitglied war Denis Cuspert, der im Bürgerkrieg in Syrien auf Seiten von Dschihadisten kämpfte. Auch Cuspert soll nach den Aussagen deutscher Sicherheitsbehörden in Syrien ums Leben gekommen sein.
Der Name der Organisation ist koranischen Ursprungs (vgl. z. B. Sure 2:130; Sure 4:125).

## Geschichte
Millatu Ibrahim wurde im Herbst 2011 gegründet, hatte seinen Sitz in einer Hinterhofmoschee in Solingen und bis zum Verbot knapp 50 Mitglieder. Zu diesen zählten neben Mohamed Mahmoud und Denis Cuspert u. a. Robert Baum, der 2014 bei einem Selbstmordanschlag in Syrien zahlreiche Soldaten tötete und Christian Emde, der dem Publizisten Jürgen Todenhöfer 2014 ein vielbeachtetes Interview in Mossul gab. In diesem drohte er Deutschland mit Anschlägen durch den IS. Auch Emde soll im syrischen Bürgerkrieg, offenbar durch einen Drohnenangriff, getötet worden sein.
Zum 29. Mai 2012 verfügte Bundesinnenminister Hans-Peter Friedrich ein Vereinsverbot gegen Millatu Ibrahim „wegen Bestrebungen gegen die verfassungsmäßige Ordnung sowie den Gedanken der Völkerverständigung“. Als Beispiel dafür nannte er, dass Millatu Ibrahim die gewaltsamen Ausschreitungen Anfang Mai 2012 in Solingen und Bonn in „Kampfvideos“ legitimiert und zu weiteren Gewalttaten aufgerufen habe. Bei den gewaltsamen Ausschreitungen am 1. Mai 2012 in Solingen, bei dem Islamisten gegen das Zeigen der Mohammed-Karikaturen durch die Bürgerbewegung pro NRW protestierten und in darauf folgenden Krawallen Polizisten verletzten, hätten Protagonisten der Salafisten-Gruppe die Wortführerschaft übernommen. In einem Naschid vom 12. Mai 2012 hätten Anführer der Organisation zudem massive Gewalt angekündigt.
Am 14. Juni 2012 erfolgte eine Razzia gegen das islamistische Netzwerk, die größte gegen extremistische Muslime in der Geschichte der Bundesrepublik. Deutschen Sicherheitsbehörden zufolge zogen Mitglieder sich in der Folge nach Ägypten zurück, wo die Salafisten seit dem Sturz Mubaraks starken politischen Auftrieb erhalten haben, um sich neu zu formieren und ihre Propagandaaktivitäten weiterzuführen.
Am 13. März 2013 gab das Bundesinnenministerium bekannt, dass die in Gladbeck ansässige Organisation An-Nussrah als Teilorganisation von Millatu Ibrahim ebenfalls verboten wurde. Gleichzeitig kam es zu Beschlagnahmungen und Durchsuchungen.
Bereits kurze Zeit nach dem Verbot formierten sich die in Deutschland verbliebenen Anhänger von Milatu Ibrahim unter der Bezeichnung "Tauhid Germany" neu. Als Anführer trat diesmal Hasan Keskin (alias Abu Ibrahim) in Erscheinung. Auch der Verein Tauhid Germany wurde am 26. März 2015 durch den damaligen Bundesinnenminister Thomas de Maizière als Nachfolgeorganisation von Milatu Ibrahim verboten. Über den aktuellen Aufenthaltsort von Keskin, der vom Landgericht Wuppertal rechtskräftig zu einer Freiheitsstrafe von zwei Jahren und sieben Monaten verurteilt wurde und sich anschließend ins Ausland absetzte, ist indessen nichts Näheres bekannt. Nach Keskin wird derzeit mit einem europäischen Haftbefehl gesucht.
Ungeachtet der staatlichen Verbotsmaßnahmen sollen im bergischen Städtedreieck (Remscheid, Solingen und Wuppertal) nach wie vor radikale Salafisten aktiv sein. Der Verfassungsschutz geht diesbezüglich von rund 200 Personen aus.

## Rezeption
Im September 2014 berichtete der Berliner Kurier, dass der ehemalige Rapper Denis Cuspert die Brigade der verbotenen Millatu Ibrahim am 24. August 2014 in Mossul angeführt habe.
Auch der am 31. August 2016 in der alternativen Siedlung Christiania in der dänischen Hauptstadt Kopenhagen verhaftete bosnisch-dänische Drogenhändler Mesa Hodzic, der sich der Festnahme durch mehrere Schüsse in den Kopf und die Beine der festnehmenden Polizisten sowie eines unbeteiligten Passanten widersetzte, gehörte der Gruppe Millatu Ibrahim an, er galt zudem als Sympathisant des Islamischen Staates, wobei die dänische Polizei keinen Zusammenhang zwischen der Tat und der islamistischen Organisation sieht.